# Le Tibet face à la Chine, le dernier souffle
Pour plus de détails, voir Fiche technique et Distribution.
Le Tibet face à la Chine, le dernier souffle est un documentaire français réalisé par François Reinhardt et Aurine Crémieu, sorti en 2023.

## Synopsis
Le documentaire offre un éclairage sur l'histoire tumultueuse du Tibet, dominé par la Chine mais demeurant un enjeu géopolitique crucial. Malgré son annexion en 1950, le peuple tibétain persiste dans son espoir de retour et d'indépendance, représenté par le dalaï-lama en exil. Xi Jinping refuse toutefois de céder à cette demande, conscient des avantages stratégiques de cette annexion. Le film interroge sur le rôle de la communauté internationale alors que les tensions frontalières avec l'Inde persistent et que l'avenir du Tibet demeure incertain malgré une acceptation croissante de la souveraineté chinoise.

## Fiche technique
- Réalisation : François Reinhardt et Aurine Crémieu
- Scenario : François Reinhardt et Aurine Crémieu
- Production : Un film à la patte, Arte GEIE[3]
- Distribution : ZED[4]
- Pays d’origine : France
- Langue originale : Français
- Genre : Documentaire
- Durée : 85 min.
- Dates de sortie : 2023